# فریبا کامران
فریبا کامران (زاده ۱۴ دی ۱۳۴۶ در تهران) بازیگر سینما و تلویزیون اهل ایران است.

## فیلم‌شناسی

### سینما
- کاناپه (۱۳۹۵)
- نگار (۱۳۹۴)
- ما در بهشت (۱۳۹۳)
- زیر آب (۱۳۸۸)
- شیرین (۱۳۸۷)
- ارتفاع ۶/۴۵ (۱۳۸۵)
- باغ‌های کندلوس (۱۳۸۳)
- چند تار مو (۱۳۸۲)
- فرش باد (۱۳۸۱)
- از کنار هم می‌گذریم (۱۳۷۹)
- گل طلایی (فیلم کوتاه ۱۳۷۸)
- سمفونی فرشتگان (فیلم کوتاه ۱۳۷۷)
- جاده عشق (۱۳۷۲)
- سقفی که بود (فیلم کوتاه ۱۳۷۰)

### تلویزیون
- ۸۷ متر (۱۳۹۸)
- بیداری (۱۳۸۶)
- یک مشت پر عقاب (۱۳۸۶)
- خراش (فیلم تلویزیونی ۱۳۸۵)
- شب لطیف است (ویدیویی ۱۳۸۰)
- فرزند (داستانی تلویزیونی ۱۳۷۸)
- پهلوانان نمی‌میرند (۱۳۷۶)
- همسایه‌ها (مجموعه تلویزیونی ۱۳۷۲)